# Йёринг, Ян
Ян Йёринг (нидерл. Jan Jeuring; род. 27 ноября 1947, Энсхеде) — нидерландский футболист, нападающий.

## Карьера

### Клубная карьера
Во взрослом футболе дебютировал в 1966 году в клубе «Твенте», за который играл на протяжении всей своей карьеры, продолжавшейся одиннадцать лет. Йёринг являлся основным игроком атакующего звена команды и стал лучшим бомбардиром турнира в розыгрыше Кубка УЕФА 1971/1972. В сезоне 1976/77 вместе с клубом стал обладателем Кубка Нидерландов.
Всего в составе команды провёл 326 матчей, в которых забил 103 гола.

### Карьера в сборной
В 1971 году дебютировал в официальных матчах в составе национальной сборной Нидерландов. Всего в течение трёхлетней карьеры в сборной на поле выходил два раза, не забив ни одного гола.